# Kevin Dunn
Kevin Dunn (Chicago, 24 agosto 1956) è un attore statunitense, fratello dell'attrice Nora Dunn.

## Biografia
Cresciuto a Chicago, la sua prima partecipazione in un programma televisivo si è avuta nel 1986 con la sit-com Jack e Mike. In seguito apparve in alcune serie televisive come 21 Jump Street o Casa Keaton. Il primo film in cui ebbe un ruolo importante fu Mississippi Burning - Le radici dell'odio (1989) di Alan Parker. Ha partecipato al film Vicky Cristina Barcelona e alla trilogia di Transformers.

## Vita privata
Dal 1986 è sposato con Katina Alexander ed ha un figlio.

## Filmografia parziale

### Attore

#### Cinema
- Mississippi Burning - Le radici dell'odio (Mississippi Burning), regia di Alan Parker (1988)
- Ghostbusters II - Acchiappafantasmi II (Ghostbusters II), regia di Ivan Reitman (1989)
- Blue Steel - Bersaglio mortale (Blue Steel), regia di Kathryn Bigelow (1989)
- Summer Dreams: The Story of the Beach Boys, regia di Michael Switzer (1990)
- Il falò delle vanità (The Bonfire of Vanities), regia di Brian De Palma (1990)
- Hot Shots!, regia di Jim Abrahams (1991)
- Cara mamma, mi sposo (Only the Lonely), regia di Chris Columbus (1991)
- 1492 - La conquista del paradiso (1492: Conquest of Paradise), regia di Ridley Scott (1992)
- Charlot (Chaplin), regia di Richard Attenborough (1992)
- Dave - Presidente per un giorno (Dave), regia di Ivan Reitman (1993)
- Beethoven 2 (Beethoven's 2nd), regia di Rod Daniel (1993)
- Un lavoro da grande (Little Big League), regia di Andrew Scheinman (1994)
- Gli intrighi del potere - Nixon (Nixon), regia di Oliver Stone (1995)
- Una folle stagione d'amore (Mad Love), regia di Antonia Bird (1995)
- Reazione a catena (Chain Reaction), regia di Andrew Davis (1996)
- Romantici equivoci (Picture Perfect), regia di Glenn Gordon Caron (1997)
- Godzilla, regia di Roland Emmerich (1998)
- Almost Heroes, regia di Christopher Guest (1998)
- Small Soldiers, regia di Joe Dante (1998)
- Omicidio in diretta (Snake Eyes), regia di Brian De Palma (1998)
- Echi mortali (Stir of Echoes), regia di David Koepp (1999)
- I Heart Huckabees - Le strane coincidenze della vita (I ♥ Huckabees), regia di David O. Russell (2004)
- The Darwin Awards - Suicidi accidentali per menti poco evolute (The Darwin Awards), regia di Finn Taylor (2006)
- Live Free or Die, regia di Gregg Kavet e Andy Robin (2006)
- Tutti gli uomini del re (All the King's Men), regia di Steven Zaillian (2006)
- Black Dahlia, regia di Brian De Palma (2006) - cameo accreditato
- La gang di Gridiron (Gridiron Gang), regia di Phil Joanou (2006)
- Transformers, regia di Michael Bay (2007)
- Leoni per agnelli (Lions for Lambs), regia di Robert Redford (2007)
- Vicky Cristina Barcelona, regia di Woody Allen (2008)
- Transformers - La vendetta del caduto (Transformers: Revenge of the Fallen), regia di Michael Bay (2009)
- Unstoppable - Fuori controllo (Unstoppable), regia di Tony Scott (2010)
- Transformers 3 (Transformers: Dark of the Moon), regia di Michael Bay (2011)
- Warrior, regia di Gavin O'Connor (2011)
- Fire with Fire, regia di David Barrett (2012)
- Jobs, regia di Joshua Michael Stern (2013)
- Il cacciatore di donne (The Frozen Ground), regia di Scott Walker (2013)
- Cesar Chavez, regia di Diego Luna (2014)
- Draft Day, regia di Ivan Reitman (2014)
- Ashby - Una spia per amico (Ashby), regia di Tony McNamara (2015)
- Le spie della porta accanto (Keeping Up with the Joneses), regia di Greg Mottola (2016)
- Captive State, regia di Rupert Wyatt (2019)
- Above Suspicion, regia di Phillip Noyce (2019)
- Thunder Force, regia di Ben Falcone (2021)
- Una famiglia vincente - King Richard (King Richard), regia di Reinaldo Marcus Green (2021)

#### Televisione
- Seinfeld - serie TV, episodio 1x04 (1990)
- La seconda guerra civile americana (The Second Civil War), regia di Joe Dante (1997)
- The Beach Boys (The Beach Boys: An American Family), regia di Jeff Bleckner - film TV (2000)
- Boston Public - serie TV, episodio 4x09 (2003)
- Uno sconosciuto accanto a me (The Stranger Beside Me), regia di Paul Shapiro – film TV (2003)
- LAX - serie TV, episodio 1x07 (2004)
- Huff - serie TV, episodio 1x04 (2004)
- Law & Order - I due volti della giustizia (Law & Order) - serie TV, episodio 15x21, 22x02, 22x16 (2005-2023)
- Settimo cielo (7th Heaven) - serie TV, 4 episodi (2004-2006)
- Un giorno perfetto (A Perfect Day), regia di Peter Levin – film TV (2006)
- Lost - serie TV, episodio 2x13 (2006)
- Law & Order: Criminal Intent - serie TV, episodio 5x22 (2006)
- The Closer - serie TV, episodio 2x07 (2006)
- Boston Legal - serie TV, episodi 2x17-3x24 (2006-2007)
- Prison Break - serie TV, episodi 2x18-2x19 (2007)
- Samantha chi? (Samantha Who?) - serie TV, 35 episodi (2007-2009)
- Luck – serie TV, 9 episodi (2011-2012)
- Veep - Vicepresidente incompetente (Veep) - serie TV, 47 episodi (2012-2017)
- True Detective - serie TV, 5 episodi (2014)
- Code Black - serie TV, 9 episodi (2015-2016)
- The Night Of - Cos'è successo quella notte? (The Night Of) - serie TV, episodio 1x01 (2016)
- The Mosquito Coast - serie TV, episodio 1x01 (2021)
- God's Favorite Idiot - serie TV, 8 episodi (2022)
- Ragazze vincenti - La serie (A League of Their Own) - serie TV, 2 episodi (2022)
- Will Trent – serie TV, episodi 3x17-3x18 (2025)

### Doppiatore
- God, the Devil and Bob - serie TV d'animazione, 1x10-1x12-1x13 (2001)
- Scooby-Doo! Mystery Incorporated - serie TV, 3 episodi (2010-2011)
- American Dad! - serie TV, 1 episodio (2016)

## Doppiatori italiani
Nelle versioni in italiano delle opere in cui ha recitato, Kevin Dunn è stato doppiato da:
- Stefano De Sando in Blue Steel - Bersaglio mortale, Hot Shots, Jack Reed 3 - Paure incrociate, Volo 323: cronaca di un disastro, Law & Order - I due volti della giustizia (ep. 15x21)
- Gianni Giuliano in Vicky Cristina Barcelona, Il cacciatore di donne, Veep - Vicepresidente incompetente, Ragazze vincenti - La serie
- Angelo Nicotra in Romantici equivoci, Gli intrighi del potere - Nixon, Godzilla, Fire with Fire
- Enzo Avolio in Pappa e ciccia, Omicidio in diretta, Samantha chi?, Code Black
- Stefano Mondini in Seinfeld, Un lavoro da grande, Ballard
- Ambrogio Colombo in Warrior, Captive State, God's Favorite Idiot
- Carlo Cosolo in Unstoppable - Fuori controllo, Le spie della porta accanto
- Massimo Corvo in Transformers - La vendetta del caduto, Transformers 3
- Saverio Indrio in La seconda guerra civile americana, The Closer
- Claudio Fattoretto in Black Dahlia, Un giorno perfetto
- Paolo Buglioni in Transformers, Ghosted
- Nino Prester in The Beach Boys, Lost
- Luca Biagini in Small Soldiers, Una famiglia vincente - King Richard
- Massimo Rossi in I ♥ Huckabees - Le strane coincidenze della vita, Suits
- Mario Bombardieri in Programmato per uccidere
- Franco Zucca in Harry's Law
- Eugenio Marinelli in Almost Heroes
- Fabrizio Temperini in Mississippi Burning - Le radici dell'odio
- Pino Insegno ne Il falò delle vanità
- Massimo Giuliani in Dave - Presidente per un giorno
- Renato Cortesi in Una folle stagione d'amore
- Piero Tiberi in Bette
- Pino Ammendola in Boston Legal (ep. 3x24)
- Danilo De Girolamo in Reazione a catena
- Fabrizio Pucci in Cara mamma, mi sposo
- Leslie La Penna in Prison Break
- Claudio Parachinetto in Law & Order: Criminal Intent
- Marco Mete in Leoni per agnelli
- Roberto Stocchi in Echi mortali
- Paolo Marchese in The Darwin Awards - Suicidi accidentali per menti poco evolute
- Renato Cecchetto in jOBS
- Pasquale Anselmo in True Detective
- Simone Mori in Luck
- Giuliano Santi in Draft Day
- Domenico Strati in Ashby - Una spia per amico
- Luciano Roffi in The Night Of - Cos'è successo quella notte?
- Raffaele Palmieri in Thunder Force
- Gianluca Tusco in Law & Order - I due volti della giustizia (ep. 22x02)
- Stefano Bianchini in Will Trent

Da doppiatore è sostituito da:
- Stefano Alessandroni in Scooby Doo Mystery Inc.